# Josh Stein
Joshua Harold Stein, detto Josh (Washington, 13 settembre 1966), è un politico e avvocato statunitense, 76° governatore della Carolina del Nord dal 2025 e Procuratore generale dello stesso stato dal 2017 al 2025. In precedenza, Stein è stato senatore statale dal 2009 al 2016.

## Biografia
Joshua Harold Stein nasce a Washington D.C, e cresce in Carolina del Nord, a Chapel Hill, dove il padre, Adam Stein, fonda il suo primo studio di avvocati.Frequenta la Chapel Hill High School e gioca nella squadra di calcio del campionato statale. Dopo essersi diplomato al liceo, Stein consegue la laurea in Storia al Dartmouth College nel 1988. Dopo il college, Stein insegna inglese ed economia in Zimbabwe. Stein ha poi conseguito lauree alla Harvard Law School e alla Kennedy School of Government.
Ebreo, Stein è sposato con Anna Harris Stein è ha tre figli: Sam, Adam e Leah. Vive con la famiglia a Raleigh.

## Carriera politica

### Incarichi dirigenziali in Carolina del Nord (1999-2001)
Subito dopo l'università, Stein lavora per la Self-Help Credit Union e per il North Carolina Minority Support Center, e successivamente lavora come assistente del rappresentante statale Dan Blue. Successivamente, Stein viene assunto dal senatore John Edwards, che lo nomina vice capo dello staff dal 1999 al 2000.
Nel 2001, il Procuratore generale della Carolina del Nord Roy Cooper (che sarà poi suo Governatore) nomina Stein vice procuratore generale senior per la tutela dei consumatori. Mantiene tale posizione fino alla sua elezione al senato dello stato nel 2008. Dal 2012 al 2016, ha prestato servizio come Of Counsel presso Smith Moore Leatherwood LLP, uno studio legale regionale.
Nel 2008 Stein entra in politica con il Partito Democratico e sconfigge il repubblicano John Alexander per rappresentare il 16º distretto al Senato della Carolina del Nord. Dopo essere stato rieletto nel 2010, viene eletto capogruppo di minoranza dai suoi colleghi. 
Al Senato, Stein ha lavorato per espandere il database del DNA dello Stato, vietare il cyberstalking, estendere ed espandere il credito d'imposta per l'energia rinnovabile dello Stato e migliorare la sicurezza nelle scuole. 

### Procuratore generale della Carolina del Nord (2017-2025)
Nel 2016, Josh Stein si candida alle primarie del Partito Democratico per la carica elettiva di Procuratore generale della Carolina del Nord, vincendole abilmente e sconfiggendo di misura con il 50,3% il repubblicano Buck Newton III alle elezioni generali, fermo al 49,7% delle preferenze. Contemporaneamente, il candidato governatore democratico Roy Cooper riesce a sconfiggere l'uscente Pat McCrory, componendo un gabinetto democratico.
Stein assume le funzioni di Procuratore generale della Carolina del Nord il 1° gennaio 2017.
Stein viene rieletto nelle elezioni generali del 2020, sconfiggendo con lo stesso margine e punteggio di 4 anni prima il repubblicano Jim O'Neill.

### Governatore della Carolina del Nord (2025-)
Il 18 gennaio 2023, Stein annuncia formalmente la sua candidatura alla carica di Governatore della Carolina del Nord nelle elezioni governatoriali del 2024. Stein è sostenuto dal governatore della Carolina del Nord Roy Cooper insieme a centinaia di altri funzionari eletti e organizzazioni, tra cui il reverendo dottor Jay Augustine, l'ex rappresentante dello Stato e pastore anziano James Gailliard, il commissario della contea di Melvin 'Skip' Alston, il consigliere comunale di Fayetteville Mario Benavente, il rabbino Fred Gutman, il comitato di Durham per gli affari dei neri e la North Carolina Association of Educators.
Durante il Super Tuesday, Stein è avanzato alle elezioni generali e ha dovuto affrontare il vicegovernatore repubblicano Mark Robinson. In seguito a un rapporto della CNN inerente a esternazioni improprie pronunciate da Robinson, Stein è emerso come il grande favorito nella corsa, venendo poi eletto nelle elezioni governatoriali, vincendo con il 54,8% dei voti contro Robinson, fermo al 40,2% delle preferenze.